# Фрейре, Эспидо
Эспидо Фрейре (исп. María Laura Espido Freire; род. 16 июля 1974, Бильбао) — испанская писательница, журналистка.

## Биография
Родители — галисийцы. Выросла в Льодио. Изучала классическую музыку, училась пению, но после глубокой депрессии и булимии оставила музыкальные занятия и посвятила себя литературе. Окончила Университет Деусто по специальностям «английская филология» и «издательское дело».
Первый роман опубликовала в 1998 году. За третий роман, «Замороженные персики» (1999), получила премию барселонского издательства «Планета», стала самой молодой из отмеченных этой авторитетной наградой. Выступает как детский писатель, переводчик стихов и прозы, работает на радио и телевидении.
Как журналист уделяет много внимания своему «поколению получающих 1000 евро», лишённому возможностей реализоваться, поскольку пути продвижения заблокированы предыдущим поколением — первым в Испании, которое после франкизма начало зарабатывать приличные, по европейским понятиям, деньги.
Преподавала писательское мастерство во многих испанских и зарубежных университетах.
В 2008 году основала собственное издательство и литературную школу, проект назван её инициалами «Э+Ф».

## Произведения

### Романы
- Irlanda (1998)
- Donde siempre es octubre (1999)
- Замороженные персики / Melocotones helados (1999, премия «Планета»)
- Diabulus in Musica (2001)
- Nos espera la noche (2003)
- La diosa del pubis azul (2005, в соавторстве с Раулем Посо)
- Soria Moria (2007, премия литературно-научного общества Севильи)
- Hijos del fin del mundo: De Roncesvalles a Finisterre (2009, премия Llanes de Viajes)
- La flor del Norte (2011) ISBN 978-84-08-09951-2.
- Quería volar (2014) ISBN 978-84-34-41851-6.
- Para vos nací (2015) ISBN 978-84-34-41926-1.

### Рассказы
- El tiempo huye (2001).
- Cuentos malvados (2003)
- Juegos míos (2004)
- El tiempo huye (2006)
- El trabajo os hará libres (2008)

### Стихотворения
- Aland la blanca (2001)

### Эссе
- Primer amor (2000)
- Cuando comer es un infierno (2002)
- Querida Jane, querida Charlotte (2004, о Джейн Остин и сестрах Бронте)
- Mileuristas: cuerpo, alma y mente de la generación de los 1000 euros (2006)
- Mileuristas II: la generación de las mil emociones (2008)

## Признание
Романы Фрейре переведены на основные европейские языки. Критика относит её к наиболее ярким писателям поколения.